# 彌彥站
彌彥站（日语：／ Yahiko eki */?）是位於新潟縣西蒲原郡彌彥村大字彌彥，東日本旅客鐵道（JR東日本）的彌彥線車站。
此站最接近越後國一宮的彌彥神社。同時為彌彥線起點車站。

## 歷史

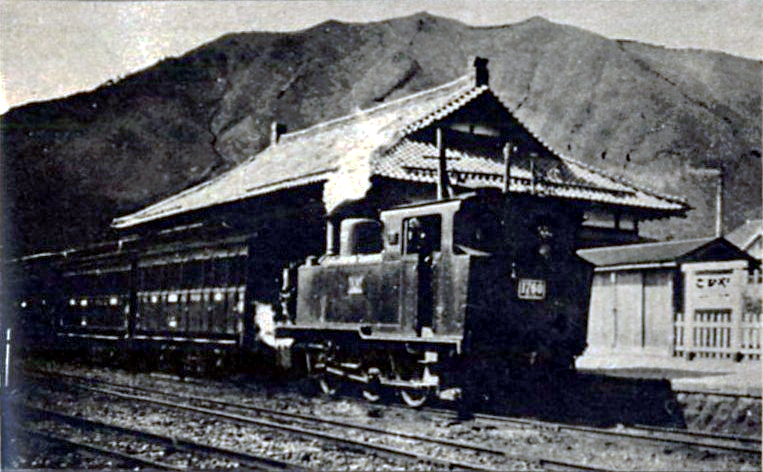
於1927年(昭和2年)製造日本國鐵1760形蒸氣機車在彌彥站。於1929年(昭和4年)拍攝。車站大樓與現時相同模樣。

- 1916年（大正5年）10月16日：越後鐵道 此站至西吉田站（現時：吉田站）之間開通，此站啟用[2]。
- 1927年（昭和2年）10月1日：越後鐵道被國有化，成為官設鐵道車站[2]。
- 1960年（昭和35年）7月25日：結束貨物起卸業務[2]。
- 1987年（昭和62年）4月1日：伴隨國鐵分割民營化，車站由東日本旅客鐵道（JR東日本）營運[4][2]。
- 1997年（平成9年）1月29日：設置綠色窗口[2]。
- 2008年（平成20年）3月15日：此站開始可以使用IC卡「Suica」[2][5]。
- 2013年（平成25年）9月11日：車站大樓翻新工程完成[6]。

### 彌彥觀光站長
彌彥村隨著國鐵民營化和JR集團成立，於1988年（昭和63年）起，毎年在村內和鄰近市町村公開招募女性觀光大使，作為「彌彥觀光站長」。負責檢票、接送列車和打掃等業務。也負責介紹彌彥村的觀光景點，為首都圈的人們作為公關大使。在2002年度（平成14年度）起停止招募，在2003年（平成15年）3月31日，當第15代目觀光站長退任後，這個制度也同日完結。隨後，於當時站前廣場內的彌彥歡光協會觀光詢問處中，由該處常駐的女性職員兼任觀光站長，也負責日常必要的業務。
另外，曾經於站前廣場的觀光詢問處在2013年（平成25年）10月遷移至車站北邊外苑坂通上的位置（在彌彥派出所側，從車站步行約3分鐘）。

## 車站構造
此站是地面車站，設有1面1線的單式月台。車站大樓位於車站北邊。
此站是由燕三條站管理的業務委託車站，委托了JR新潟Business負責車站業務。此站設有簡易Suica閘機，入閘和出閘用各1台。另外也設有兼往檢票工作的綠色窗口（營業時間：早上7時至下午5時）和自動售票機（1台輕觸式）。在檢票口西邊設有候車室，也曾經設有KIOSK，KIOSK在2020年3月結業。檢票口內設有廁所和可支援人工肛門對應設備的多功能廁所。站前廣場內設有手水舍，也及為登山者把骯髒的鞋進行清洗的洗鞋處。也設有自動販賣機和公共電話等設備。在檢票口外沒有廁所，在車站對出左邊的彌彥公園內設有廁所。
車站大樓外觀是仿照彌彥神社的本殿（木造寺社），大樓屋頂是歇山頂式設計。在1916年（大正5年）車站啟用時已經是這個形態。這個車站大樓被選為「故鄉之站100選」之一。近年車站大樓進行了翻新工程，這是由於在2013年秋至翌年2014年（平成26年）之間舉行了新潟地方旅遊活動。在2015年（平成27年）10月，為了遊客和登山客加設了一些設備。

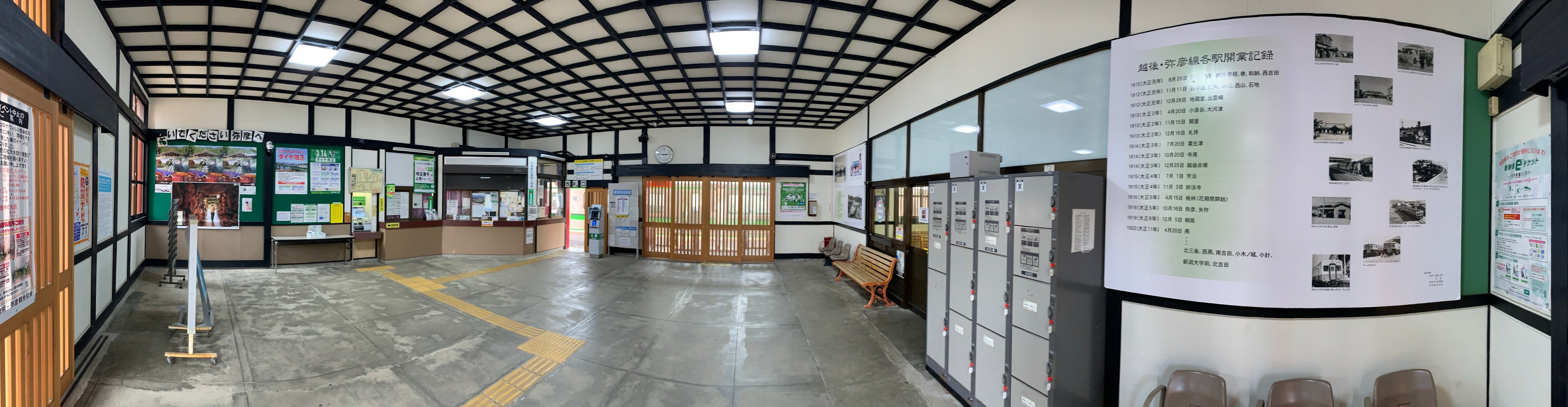
大堂（2020年4月）
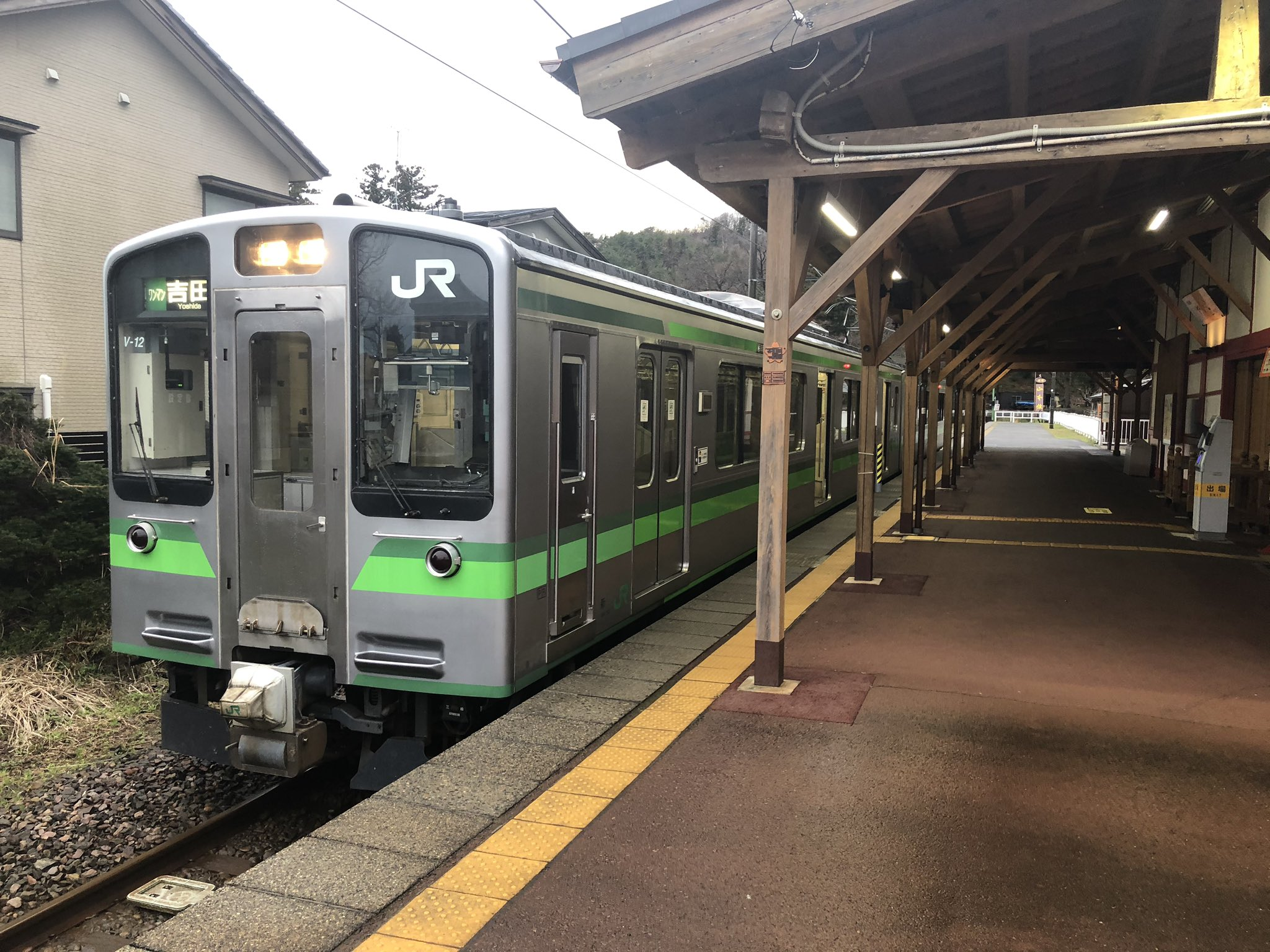
月台（2020年3月）
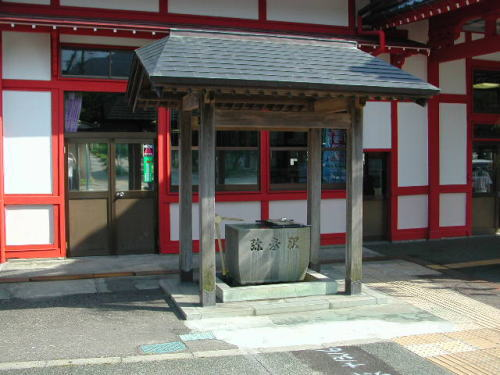
車站大樓對出右手邊的手水舍
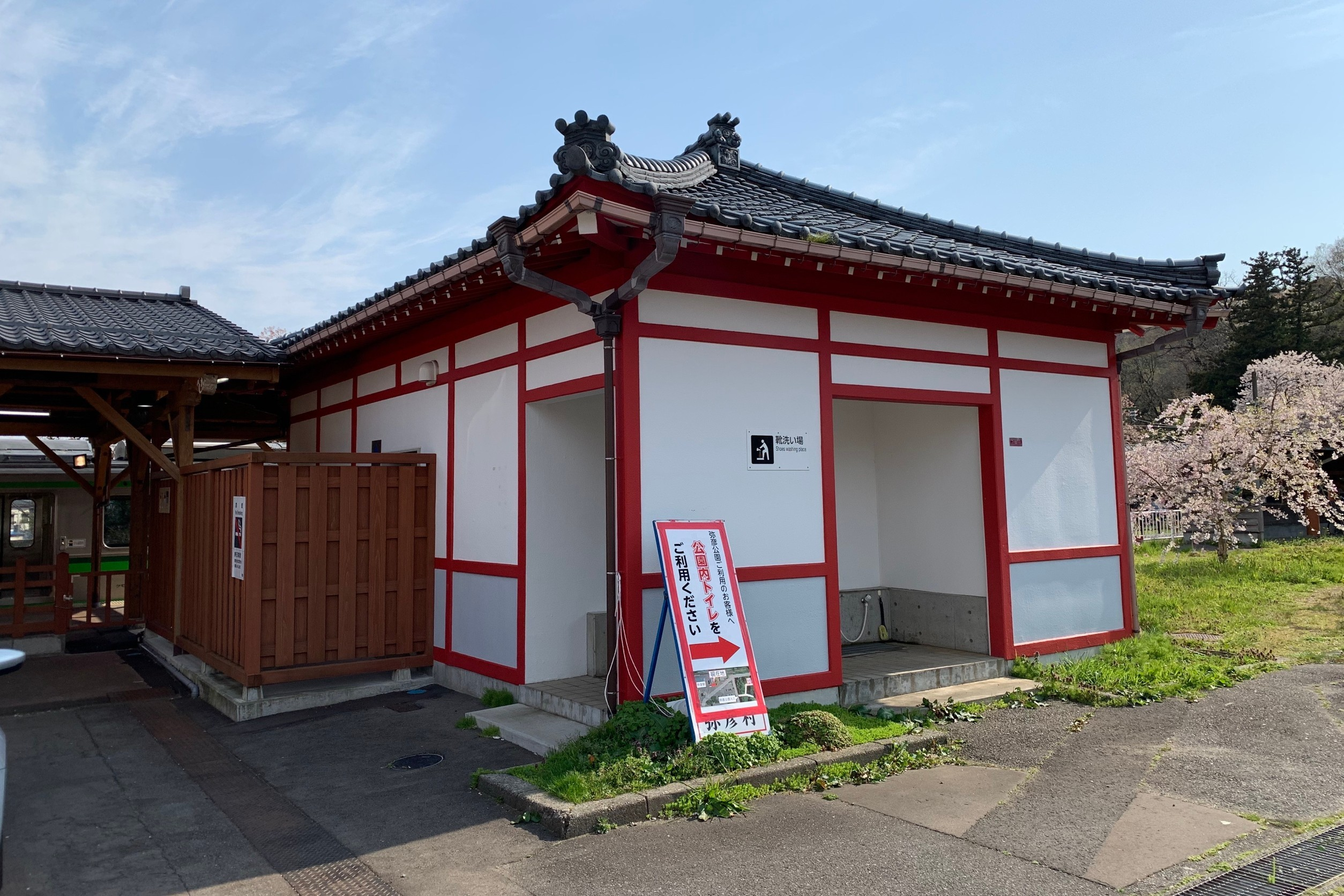
洗鞋處和檢票口內的廁所（2020年4月）
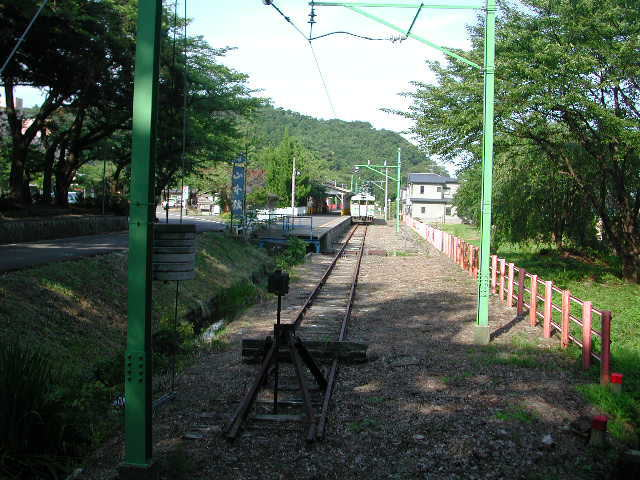
路線終端，望向彌彥站月台
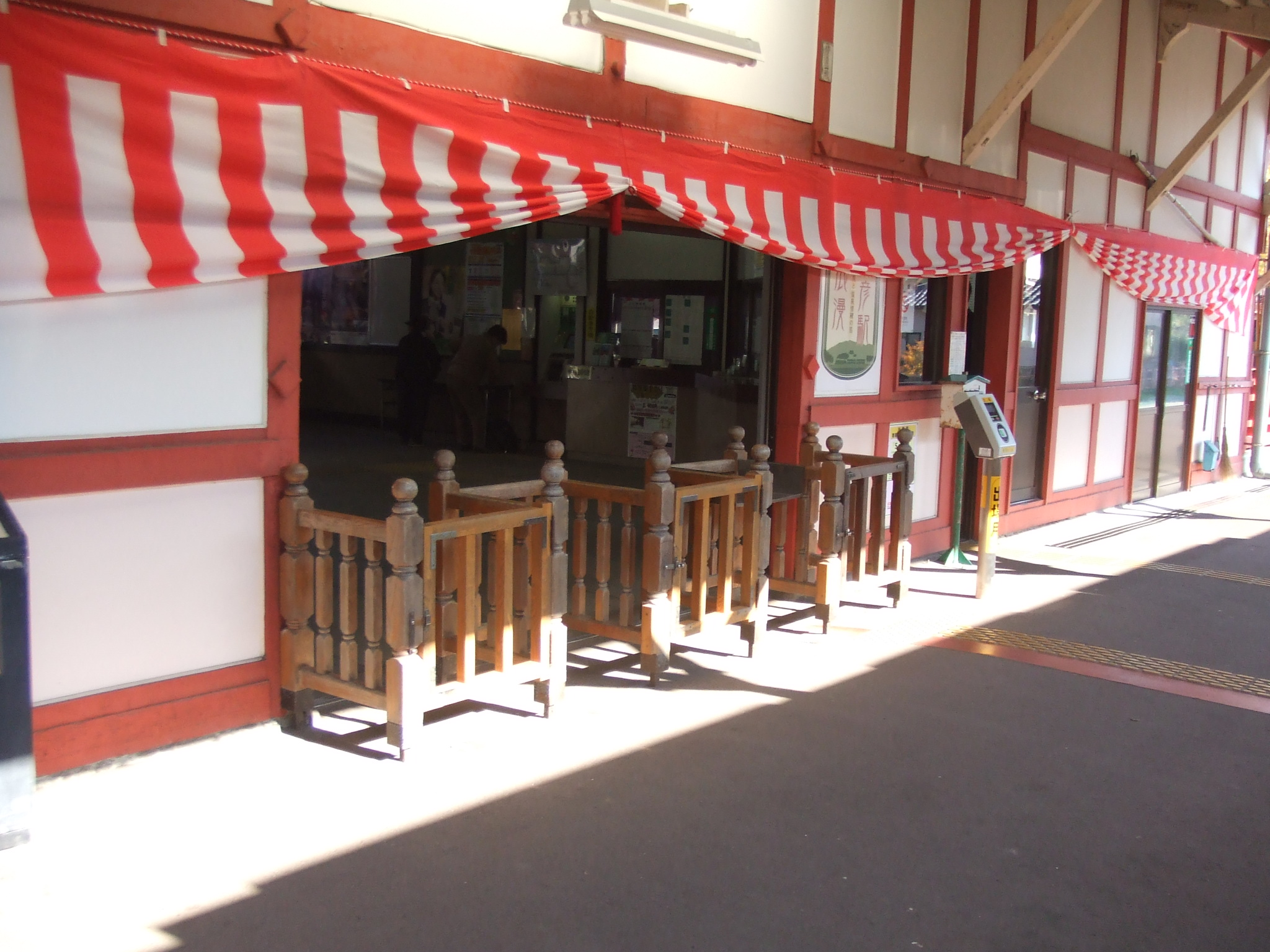
檢票口（2008年11月）

## 使用狀況
根據「JR東日本」的資料，在2019年度（令和元年度）1日平均乘車人次為215人。
以下列出近年乘車人次變化：
| 年度               | 1日平均 乘車人次 | 參考資料        |
| ------------------ | ---------------- | --------------- |
| 2000年（平成12年） | 344              | [ 利用客数 2 ]  |
| 2001年（平成13年） | 334              | [ 利用客数 3 ]  |
| 2002年（平成14年） | 306              | [ 利用客数 4 ]  |
| 2003年（平成15年） | 304              | [ 利用客数 5 ]  |
| 2004年（平成16年） | 278              | [ 利用客数 6 ]  |
| 2005年（平成17年） | 292              | [ 利用客数 7 ]  |
| 2006年（平成18年） | 297              | [ 利用客数 8 ]  |
| 2007年（平成19年） | 275              | [ 利用客数 9 ]  |
| 2008年（平成20年） | 279              | [ 利用客数 10 ] |
| 2009年（平成21年） | 268              | [ 利用客数 11 ] |
| 2010年（平成22年） | 268              | [ 利用客数 12 ] |
| 2011年（平成23年） | 249              | [ 利用客数 13 ] |
| 2012年（平成24年） | 245              | [ 利用客数 14 ] |
| 2013年（平成25年） | 251              | [ 利用客数 15 ] |
| 2014年（平成26年） | 259              | [ 利用客数 16 ] |
| 2015年（平成27年） | 252              | [ 利用客数 17 ] |
| 2016年（平成28年） | 231              | [ 利用客数 18 ] |
| 2017年（平成29年） | 210              | [ 利用客数 19 ] |
| 2018年（平成30年） | 212              | [ 利用客数 20 ] |
| 2019年（令和元年） | 215              | [ 利用客数 1 ]  |

## 車站周邊
此站位於彌彥神社門前的市區位置。車站北邊設有彌彥神社參道外苑坂通和神社通，該處為溫泉街，設有旅館、土產店和餐廳。車站距離參道入口「一之鳥居」大約10分鐘步程，本殿大約15分鐘步程。車站後方為住宅區。
- 新潟縣道160號彌彥停車場線（日语：新潟県道160号弥彦停車場線）（停車場通）
- 新潟縣道29號吉田彌彥線（日语：新潟県道29号吉田弥彦線）（外苑坂通、神社通）
- 新潟縣道2號新潟寺泊線（日语：新潟県道2号新潟寺泊線）（城山通）
- 彌彥神社
- 彌彥溫泉（日语：弥彦温泉）
  - 彌彥站前廣場
- 彌彥單車館（日语：弥彦競輪場）・・・步行約15分鐘
- 西蒲警署（日语：西蒲警察署） 彌彥派出所
- 彌彥郵局
- 款待廣場
- 彌彥公園
  - 設有彌彥村防災功能的多用途設施（Yahall）
- 彌彥綜合文化會館
- 彌彥之丘美術館・・・步行約15分鐘
- 彌彥山
- 彌彥山索道（日语：弥彦山ロープウェイ）

站前設有免費停車場，可停泊大型車輛例如拖車。在該處可見到車中泊和大型車改造的露營車停泊。另外，隨著時代的變化，「即日來回的觀光客」開始增加，使一些大型住宿設施相繼關閉，取而代之是增加農產物直銷處和足湯，一些針對即日來回的觀光客而設的設施。此外，也創造了「熊貓燒」「咖哩豆」等特色食品。
- 新彌彥觀光酒店（已拆毀） - 在1965年開業。在1972年「全國植樹祭」於彌彥村舉行之際。當時的昭和天皇在皇家房中住宿了一晚。在經營30年後，於1999年關閉。在2015年秋天，長岡市關東町的一間房地產公司以400萬日圓向彌彥村購入該處。該處變成了一些招募型探險活動設施，當地村民認為站前的廢墟由於有損作為對地觀光地的形象，因此在2016年12月至2017年3月期間進行拆毀工程，遺址變成為足湯「彌彥溫泉站前廣場[10]」。
- 彌彥場酒店（已拆毀） - 在2014年關閉。遺址變成觀光設施「款待廣場」[11]。

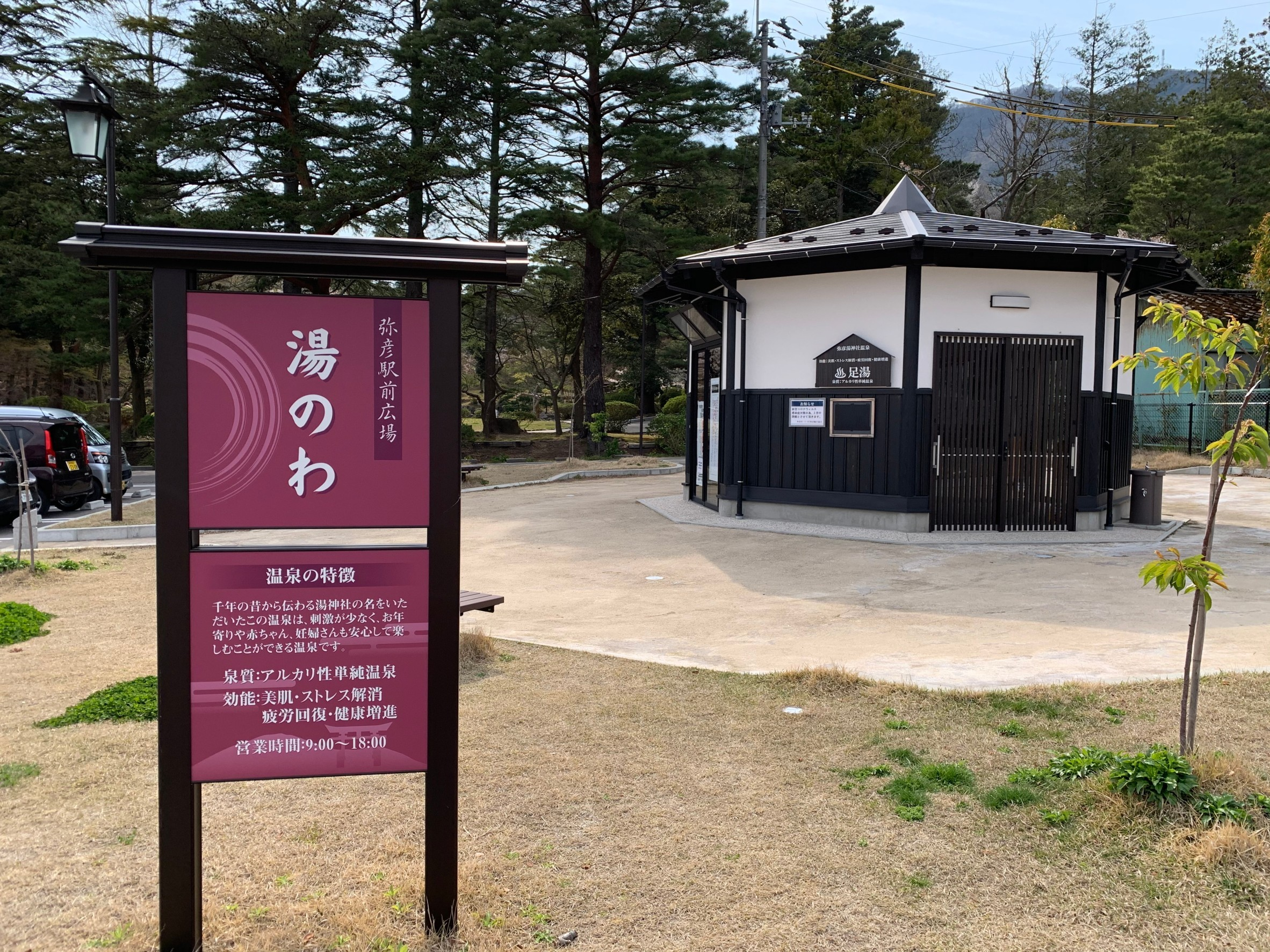
彌彥站前廣場足湯（2020年4月）
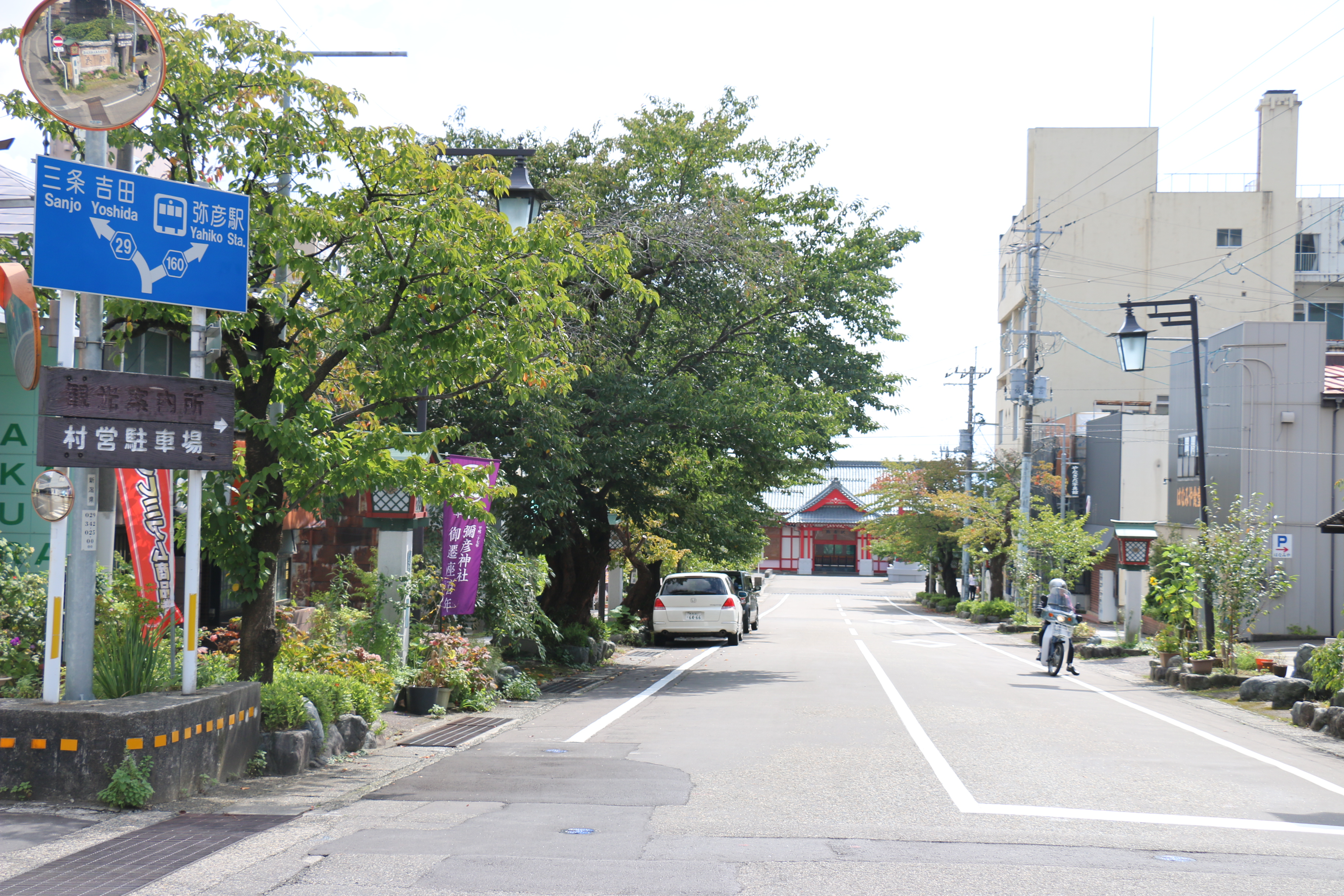
停車場通望向車站
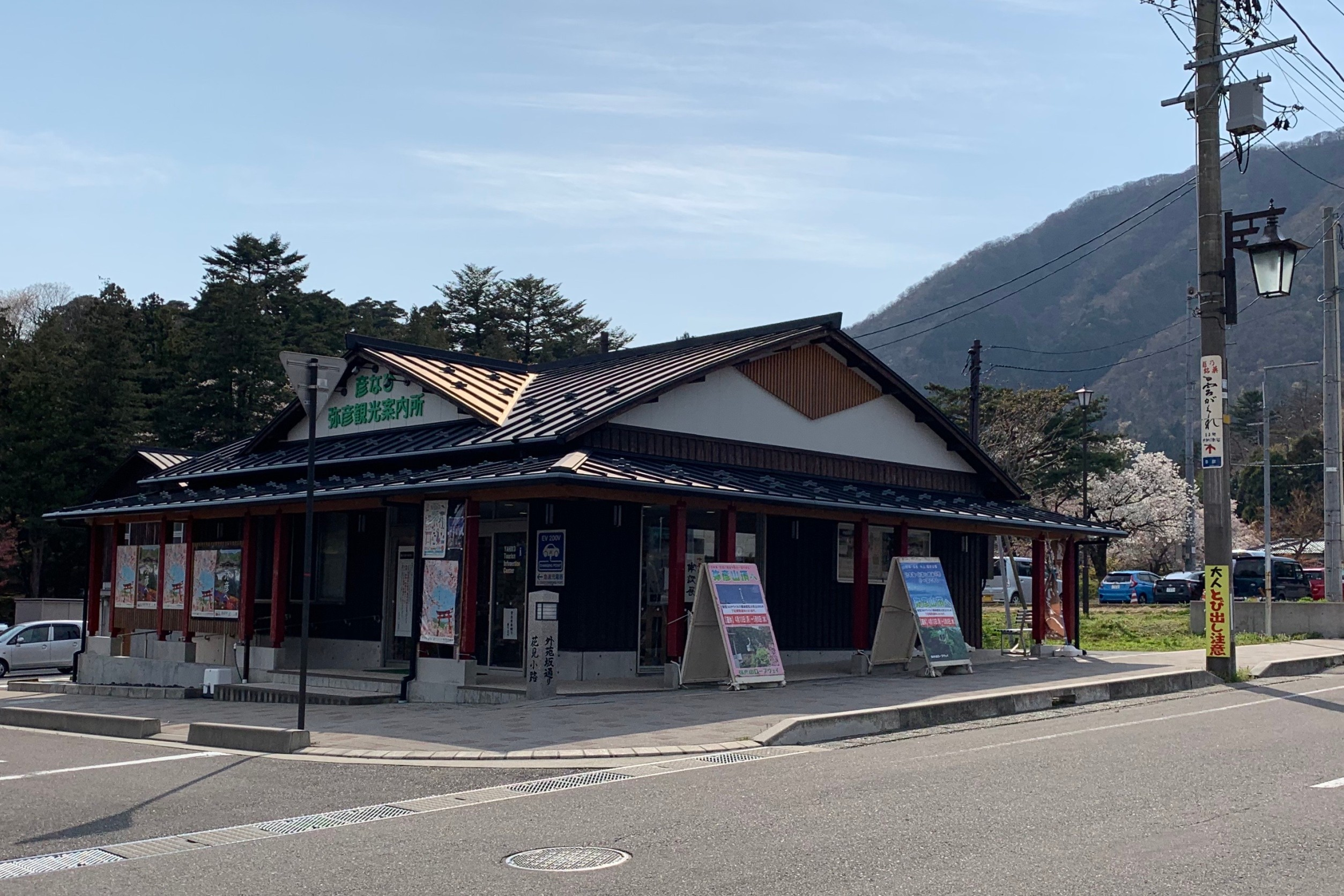
車站望向彌彥神社方向的外苑坂通，路上設有觀光詢問處（2020年4月）
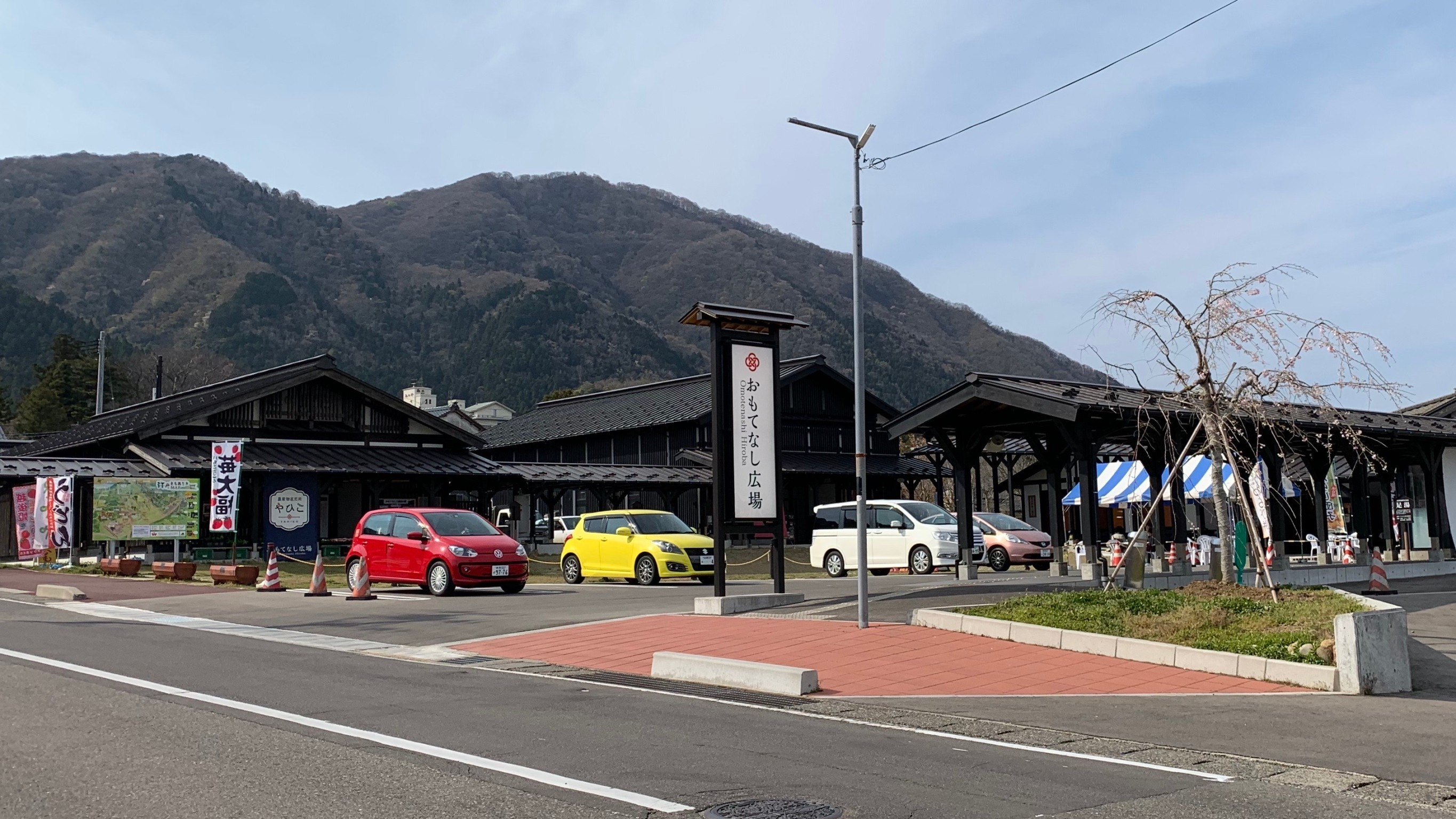
在外苑坂通上的「款待廣場」。該處設有農產物直銷處、美食廣場和足湯等綜合設施（2020年4月）

## 巴士路線
站前沒有一般巴士路線停靠，只有社區巴士路線。截至2017年7月時間表修正時，彌彥村和燕市共同營運的「彌彥·燕廣域循環巴士」（彌彥號）於平日設有5往返班次。
在2020年9月起，連接岩室溫泉、CAVE D'OCCI WINERY和上堰潟公園的西蒲區內主要觀光地與卷站之間的「西蒲觀光周遊巡迴巴士」路線延伸至此站和彌彥神社，該巴士路線只於星期六日提供服務。
「彌彥站」巴士站
- ＜彌彥號＞ 經彌彥村公所、吉田西太田、吉田站　前往Vision吉田
- ＜彌彥號＞ 經麓、櫻之湯、道之驛國上（日语：道の駅国上）　前往手鞠之湯
※假日、年尾年初暫停服務
- ＜西蒲觀光周遊巡迴巴士＞ 岩室屋（岩室溫泉）、角田山（日语：角田山）、卷站 方向（循環）
※週末等特定日子服務

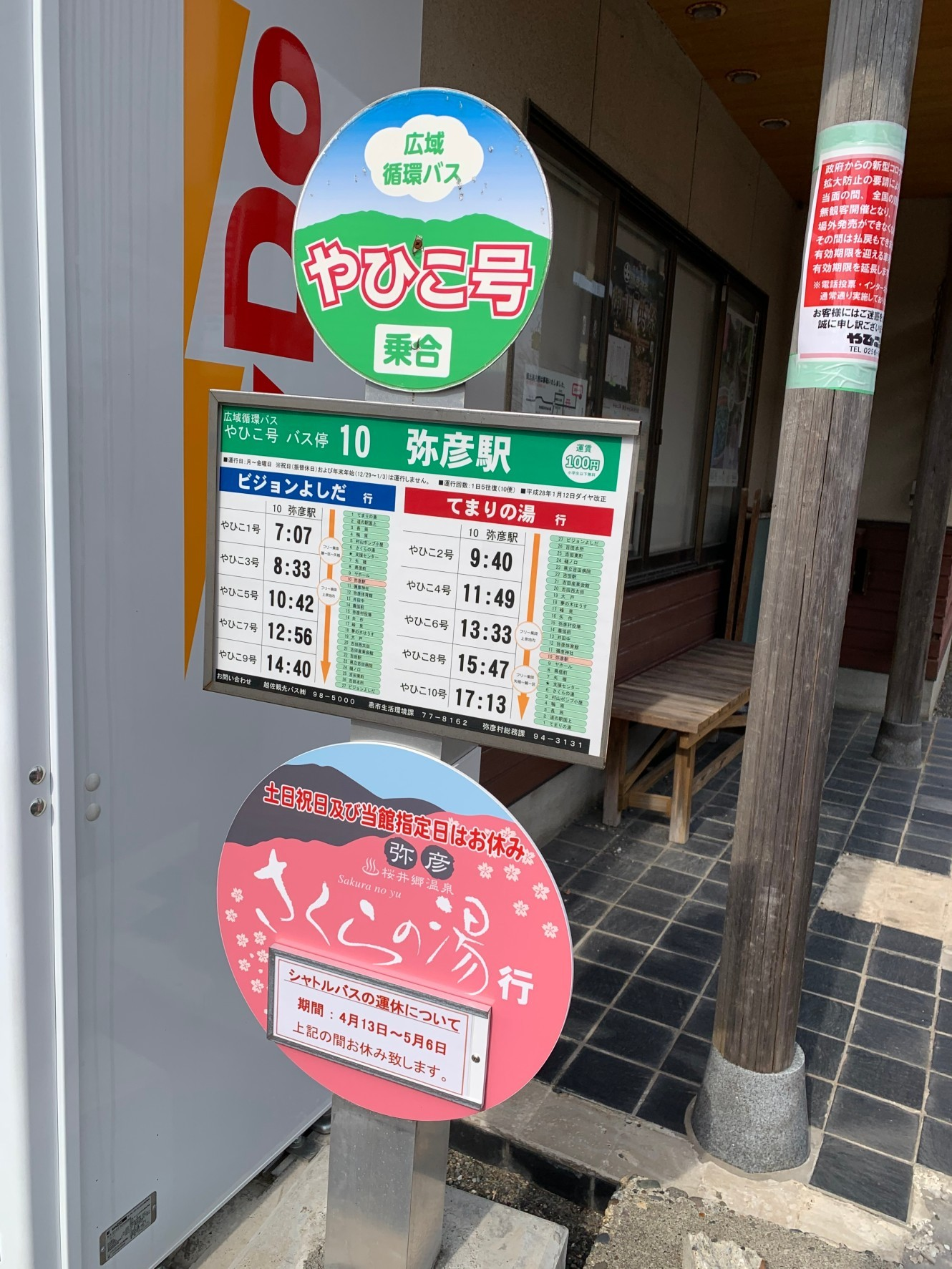
站前巴士站（2020年4月）
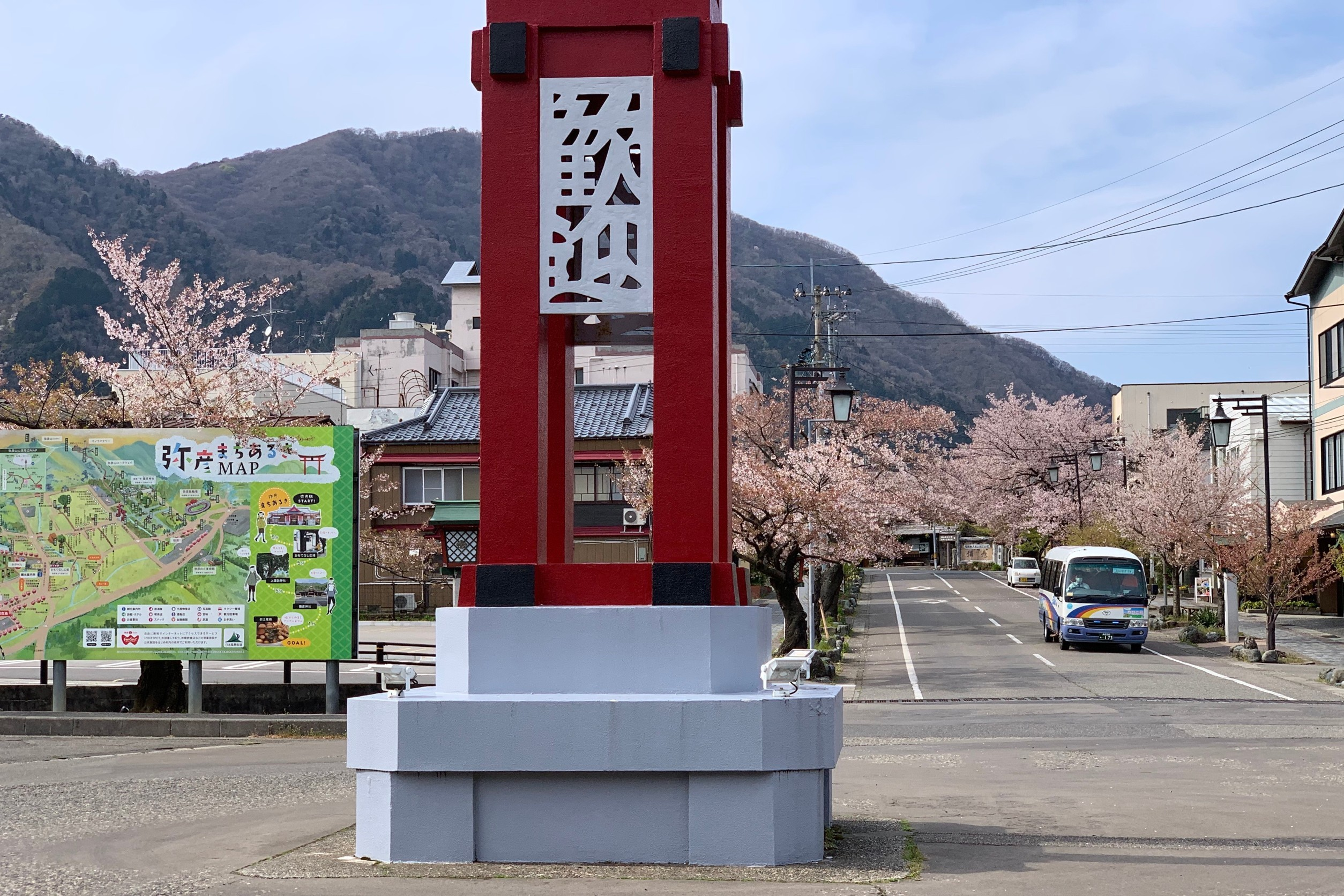
在彌彥站前到達的彌彥·燕廣域循環巴士（日语：燕市循環バス）「彌彥號」和彌彥街荒木MAP（2020年4月）

## 相鄰車站
東日本旅客鐵道（JR東日本）
■彌彥線
彌彥－矢作

## 注腳

### 使用狀況
1. 1 2  . 東日本旅客鐵道.   [2020-07-18]. （原始内容存档于2020-07-14） （日语）.
2. ↑  . 東日本旅客鐵道.   [2019-04-04]. （原始内容存档于2019-04-02） （日语）.
3. ↑  . 東日本旅客鐵道.   [2019-04-04]. （原始内容存档于2019-02-22） （日语）.
4. ↑  . 東日本旅客鐵道.   [2019-04-04]. （原始内容存档于2019-04-02） （日语）.
5. ↑  . 東日本旅客鐵道.   [2019-04-04]. （原始内容存档于2019-03-27） （日语）.
6. ↑  . 東日本旅客鐵道.   [2019-04-04]. （原始内容存档于2019-02-23） （日语）.
7. ↑  . 東日本旅客鐵道.   [2019-04-04]. （原始内容存档于2019-04-02） （日语）.
8. ↑  . 東日本旅客鐵道.   [2019-04-04]. （原始内容存档于2019-04-02） （日语）.
9. ↑  . 東日本旅客鐵道.   [2019-04-04]. （原始内容存档于2019-04-02） （日语）.
10. ↑  . 東日本旅客鐵道.   [2019-04-04]. （原始内容存档于2019-02-22） （日语）.
11. ↑  . 東日本旅客鐵道.   [2019-04-04]. （原始内容存档于2019-04-02） （日语）.
12. ↑  . 東日本旅客鐵道.   [2019-04-04]. （原始内容存档于2019-04-02） （日语）.
13. ↑  . 東日本旅客鐵道.   [2019-04-04]. （原始内容存档于2019-04-02） （日语）.
14. ↑  . 東日本旅客鐵道.   [2019-04-04]. （原始内容存档于2019-03-27） （日语）.
15. ↑  . 東日本旅客鐵道.   [2019-04-04]. （原始内容存档于2019-03-06） （日语）.
16. ↑  . 東日本旅客鐵道.   [2019-04-04]. （原始内容存档于2019-03-06） （日语）.
17. ↑  . 東日本旅客鐵道.   [2019-04-04]. （原始内容存档于2019-03-23） （日语）.
18. ↑  . 東日本旅客鐵道.   [2019-04-04]. （原始内容存档于2019-02-14） （日语）.
19. ↑  . 東日本旅客鐵道.   [2019-04-04]. （原始内容存档于2019-03-25） （日语）.
20. ↑  . 東日本旅客鐵道.   [2019-07-24]. （原始内容存档于2019-07-05） （日语）.

## 外部連結
- 車站資訊（彌彥）：東日本旅客鐵道（日語）
- 彌彥觀光協會 （页面存档备份，存于）（日語）
  - 觀光地圖 （页面存档备份，存于）（日語）
- 彌彥單車館 （页面存档备份，存于）（日語）
- 彌彥觀光索道（彌彥山索道） （页面存档备份，存于）（日語）